# Paris Saint-Germain Football Club 1983-1984
Questa voce raccoglie le informazioni riguardanti il Paris Saint-Germain Football Club nelle competizioni ufficiali della stagione 1983-1984

## Stagione
Ingaggiato l'anziano Lucien Leduc alla guida della squadra e ceduti alcuni nomi importanti (Ardiles e Kist), il Paris Saint-Germain guadagnò all'ultima giornata la qualificazione in Coppa UEFA nonostante le dimissioni di Leduc in favore, dal 3 aprile, di Peyroche. In Coppa di Francia la squadra, detentrice del trofeo, fu eliminata al primo turno dal Mulhouse mentre in Coppa delle Coppe la squadra uscì agli ottavi di finale dalla Juventus, futura vincitrice della manifestazione.

## Organigramma societario
Area direttiva
- Presidente onorario:  Henri Patrelle
- Presidente:  Francis Borelli

Area tecnica
- Allenatore:  Lucien Leduc, dal 3 aprile  Georges Peyroche[1]
- Assistente tecnico:  Oswaldo Piazza[1]

## Maglie e sponsor
Viene reintrodotta la divisa tradizionale della squadra, di colore blu con striscia bianca e rossa, come seconda divisa. Sponsor tecnico (Le Coq Sportif) e ufficiale (RTL) invariati.
| Manica sinistra · Maglietta · Maglietta · Manica destra · Pantaloncini · Calzettoni | Manica sinistra · Maglietta · Maglietta · Manica destra · Pantaloncini · Calzettoni |

## Rosa
| N. |                    | Ruolo | Calciatore          |
| -- | ------------------ | ----- | ------------------- |
|    | Francia (bandiera) | P     | Dominique Baratelli |
|    | Francia (bandiera) | P     | Francis Heroile     |
|    | Francia (bandiera) | D     | Manuel Abreu        |
|    | Francia (bandiera) | D     | Gérard Janvion      |
|    | Francia (bandiera) | D     | Dominique Bathenay  |
|    | Francia (bandiera) | D     | Yannick Guillochon  |
|    | Francia (bandiera) | D     | Thierry Morin       |
|    | Francia (bandiera) | D     | Thierry Bacconnier  |
|    | Francia (bandiera) | D     | Jean-Marc Pilorget  |
|    | Francia (bandiera) | D     | Didier Toffolo      |
|    | Francia (bandiera) | D     | Franck Tanasi       |
|    | Francia (bandiera) | C     | Jean-Claude Lemoult |

| N. |                       | Ruolo | Calciatore            |
| -- | --------------------- | ----- | --------------------- |
|    | Francia (bandiera)    | C     | Luis Miguel Fernández |
|    | Francia (bandiera)    | C     | Alain Couriol         |
|    | Jugoslavia (bandiera) | C     | Safet Sušić           |
|    | Francia (bandiera)    | C     | Pascal Zaremba        |
|    | Francia (bandiera)    | A     | Marcel De Falco       |
|    | Algeria (bandiera)    | A     | Mustapha Dahleb       |
|    | Algeria (bandiera)    | A     | Salah Assad           |
|    | Senegal (bandiera)    | A     | Michel N'Gom          |
|    | Ciad (bandiera)       | A     | Nabatingue Toko       |
|    | Francia (bandiera)    | A     | Alain Prefaci         |
|    | Francia (bandiera)    | A     | Dominique Rocheteau   |
|    | Francia (bandiera)    | A     | Patrice Reverdy       |

## Statistiche

### Statistiche di squadra
| Competizione      | Punti | Totale | Totale | Totale | Totale | Totale | Totale | DR  |
| Competizione      | Punti | G      | V      | N      | P      | Gf     | Gs     | DR  |
| ----------------- | ----- | ------ | ------ | ------ | ------ | ------ | ------ | --- |
| Division 1        | 47    | 38     | 18     | 11     | 9      | 56     | 37     | +19 |
| Coppa di Francia  | -     | 1      | 0      | 0      | 1      | 0      | 1      | -1  |
| Coppa delle Coppe | -     | 4      | 2      | 2      | 0      | 6      | 4      | +2  |
| Totale            |       | 43     | 20     | 13     | 10     | 62     | -52    |     |